# Абонкур-сюр-Сей
Абонкур-сюр-Сей (фр. Aboncourt-sur-Seille, Абонкур-сюр-Сейль) — коммуна на северо-востоке Франции в регионе Гранд-Эст (бывший Эльзас — Шампань — Арденны — Лотарингия), департамент Мозель, округ Сарбур — Шато-Сален, кантон Сольнуа.

## Географическое положение
Коммуна Абонкур-сюр-Сей расположена на берегу реки Сейль, которая разделяет департаменты Лотарингии Мозель и Мёрт и Мозель, в 36 км к югу от Меца. Граничит с коммунами: Аррей-эт-Ан и Мануэ на севере, Малокур-сюр-Сей на северо-востоке, Бьонкур на юго-востоке, Бе-сюр-Сей на юге, Ланфруакур на юго-западе, Армокур на западе.
Площадь коммуны — 3,63 км², население — 69 человек (2006) с тенденцией к росту: 74 человека (2013), плотность населения — 20,4 чел/км². Ранее входила в состав Лотарингии.

## История
- Деревня бывшего приората Салонн.
- Ранее входила в состав Лотарингии.

## Население
Численность населения коммуны в 2008 году составляла 70 человек, в 2012 году — 73 человека, а в 2013-м — 74 человека.
| 1962 | 1968 | 1975 | 1982 | 1990 | 1999 | 2006 | 2008 | 2012 | 2013 |
| ---- | ---- | ---- | ---- | ---- | ---- | ---- | ---- | ---- | ---- |
| 61   | 53   | 54   | 66   | 55   | 64   | 69   | 70   | 73   | 74   |

Динамика населения:

## Экономика
В 2010 году из 50 человек трудоспособного возраста (от 15 до 64 лет) 31 были экономически активными, 19 — неактивными (показатель активности 62,0 %, в 1999 году — 63,2 %). Из 31 активных трудоспособных жителей работали 28 человек (12 мужчин и 16 женщин), трое числились безработными (двое мужчин и одна женщина). Среди 19 трудоспособных неактивных граждан 13 были учениками либо студентами, 4 — пенсионерами, а ещё 2 — были неактивны в силу других причин.

## Достопримечательности
- Следы галло-романской эпохи.
- Церковь Сен-Пьер XVIII века.